# Idalino Monges

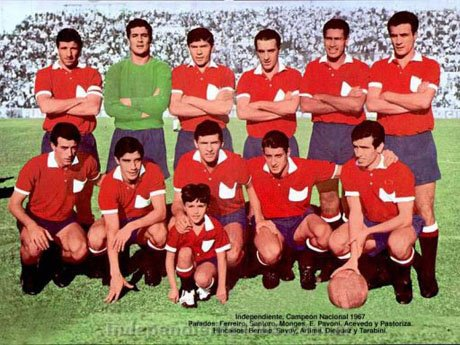
O Independiente campeão argentino em 1967. Monges é o terceiro jogador em pé, da esquerda para a direita.

Idalino Monges (Areguá, 5 de junho de 1940) é um ex-futebolista paraguaio.
É um dos maiores ídolos da história do Independiente, onde jogou 173 partidas entre 1966 e 1970. Compensava a falta de sutileza e elegância técnica com bastante entrega. Veio para substituir Rubén Navarro, formando em seus cinco anos nos Rojos duas sólidas duplas defensivas: com David Acevedo, na equipe campeã nacional de 1967, e com Luis Garisto, no mesmo título em 1970.